# Prémios Screen Actors Guild 2019
Os Prémios Screen Actors Guild 2019 (no original, em inglês: 25th Screen Actors Guild Awards) foi o 25.º evento promovido pelo sindicato americano SAG-AFTRA em que foram premiados os melhores actores e actrizes e também elencos em cinema e televisão de 2018.
A cerimónia de entrega dos prémios ocorreu em 27 de Janeiro de 2019, sendo transmitida directamente pelas cadeias de televisão TNT e TBS. Os nomeados nas diversas categorias foram anunciados a 12 de Dezembro de 2018.

## PrémioScreen Actors Guild Life Achievement
- Alan Alda[3]

## Vencedores e nomeados

### Cinema
| Melhor Actor principal Rami Malek – Bohemian Rhapsody como Freddie Mercury - Bradley Cooper – A Star Is Born como Jackson Maine - Christian Bale – Vice como Dick Cheney - John David Washington – BlacKkKlansman como Ron Stallworth - Viggo Mortensen – Green Book como Frank "Tony Lip" Vallelonga | Melhor Actriz principal Glenn Close – The Wife como Joan Castleman - Emily Blunt – Mary Poppins Returns como Mary Poppins - Olivia Colman – The Favourite como Ana da Grã-Bretanha - Lady Gaga – A Star Is Born como Ally Maine - Melissa McCarthy – Can You Ever Forgive Me? como Lee Israel             |
| Melhor Actor secundário Mahershala Ali – Green Book como Don Shirley - Adam Driver – BlacKkKlansman como Flip Zimmerman - Richard E. Grant – Can You Ever Forgive Me? como Jack Hock - Sam Elliott – A Star Is Born como Bobby Maine - Timothée Chalamet – Beautiful Boy como Nic Sheff | Melhor Actriz secundária Emily Blunt – A Quiet Place como Evelyn Abbott - Amy Adams – Vice como Lynne Cheney - Emma Stone – The Favourite como Abigail Hill - Margot Robbie – Mary Queen of Scots como Isabel I de Inglaterra - Rachel Weisz – The Favourite como Sarah Churchill, Duquesa de Marlborough |
| Melhor Elenco Black Panther – Angela Bassett, Chadwick Boseman, Sterling K. Brown, Winston Duke, Martin Freeman, Danai Gurira, Michael B. Jordan, Daniel Kaluuya, Lupita Nyong'o, Andy Serkis, Forest Whitaker e Letitia Wright - A Star Is Born – Bradley Cooper, Lady Gaga, Dave Chappelle, Andrew Dice Clay, Sam Elliott, Rafi Gavron e Anthony Ramos - BlacKkKlansman – Harry Belafonte, Adam Driver, Topher Grace, Laura Harrier, Corey Hawkins e John David Washington - Bohemian Rhapsody – Rami Malek, Lucy Boynton, Aidan Gillen, Ben Hardy, Tom Hollander, Gwilym Lee, Allen Leech, Joe Mazzello e Mike Myers - Crazy Rich Asians – Awkwafina, Gemma Chan, Henry Golding, Ken Jeong, Lisa Lu, Harry Shum Jr., Constance Wu e Michelle Yeoh | |
| Melhor Elenco de Duplos Black Panther - Ant-Man and the Wasp - Avengers: Infinity War - The Ballad of Buster Scruggs - Mission: Impossible – Fallout | |

### Televisão
| Melhor Actor em mini-série ou filme para televisão Darren Criss – The Assassination of Gianni Versace: American Crime Story como Andrew Cunanan - Antonio Banderas – Genius: Picasso como Pablo Picasso - Anthony Hopkins – King Lear como Leir da Bretanha - Bill Pullman – The Sinner como Harry Ambrose - Hugh Grant – A Very English Scandal como Jeremy Thorpe | Melhor Actriz em mini-série ou filme para televisão Patricia Arquette – Escape at Dannemora como Tilly Mitchell - Amy Adams – Sharp Objects como Camille Preaker - Emma Stone – Maniac como Annie Landsberg - Patricia Clarkson – Sharp Objects como Adora Crellin - Penélope Cruz – The Assassination of Gianni Versace: American Crime Story como Donatella Versace |
| Melhor Actor em série dramática Jason Bateman – Ozark como Marty Byrde - Bob Odenkirk – Better Call Saul como Jimmy McGill - John Krasinski – Tom Clancy’s Jack Ryan como Jack Ryan - Joseph Fiennes – The Handmaid’s Tale como Fred Waterford - Sterling K. Brown – This Is Us como Randall Pearson | Melhor Actriz em série dramática Sandra Oh – Killing Eve como Eve Polastri - Elisabeth Moss – The Handmaid’s Tale como June Osborne / Offred - Julia Garner – Ozark como Ruth Langmore - Laura Linney – Ozark como Wendy Byrde - Robin Wright – House of Cards como Claire Underwood                                                                                  |
| Melhor Actor em série de comédia Tony Shalhoub –The Marvelous Mrs. Maisel como Abe Weissman - Alan Arkin – The Kominsky Method como Norman Newlander - Bill Hader – Barry como Barry Berkman / Barry Block - Henry Winkler – Barry como Gene Cousineau - Michael Douglas –The Kominsky Method como Sandy Kominsky | Melhor Actriz em série de comédia Rachel Brosnahan – The Marvelous Mrs. Maisel como Miriam "Midge" Maisel - Alex Borstein – The Marvelous Mrs. Maisel como Susie Myerson - Alison Brie – GLOW como Ruth Wilder - Jane Fonda – Grace and Frankie como Grace Hanson - Lily Tomlin – Grace and Frankie como Frankie Bergstein                                            |
| Melhor Elenco em série dramática This Is Us – Eris Baker, Alexandra Breckenridge, Sterling K. Brown, Niles Fitch, Mackenzie Hancsicsak, Justin Hartley, Faithe Herman, Jon Huertas, Melanie Liburd, Chrissy Metz, Mandy Moore, Lyric Ross, Chris Sullivan, Milo Ventimiglia, Susan Kelechi Watson e Hannah Zeile - The Americans – Anthony Arkin, Scott Cohen, Brandon J. Dirden, Noah Emmerich, Laurie Holden, Margo Martindale, Matthew Rhys, Costa Ronin, Keri Russell, Keidrich Sellati, Miriam Shor e Holly Taylor - Better Call Saul – Jonathan Banks, Rainer Bock, Ray Campbell, Giancarlo Esposito, Michael Mando, Bob Odenkirk e Rhea Seehorn - The Handmaid's Tale – Alexis Bledel, Madeline Brewer, Amanda Brugel, Ann Dowd, O. T. Fagbenle, Joseph Fiennes, Nina Kiri, Max Minghella, Elisabeth Moss, Yvonne Strahovski, Sydney Sweeney e Bahia Watson - Ozark – Jason Bateman, Lisa Emery, Skylar Gaertner, Julia Garner, Darren Goldstein, Jason Butler Harner, Carson Holmes, Sofia Hublitz, Laura Linney, Trevor Long, Janet McTeer, Peter Mullan, Jordana Spiro, Charlie Tahan, Robert Treveiler e Harris Yulin | |
| Melhor Elenco em série de comédia The Marvelous Mrs. Maisel – Caroline Aaron, Alex Borstein, Rachel Brosnahan, Marin Hinkle, Zachary Levi, Kevin Pollak, Tony Shalhoub, Brian Tarantina e Michael Zegen - Atlanta – Khris Davis, Donald Glover, Brian Tyree Henry e Lakeith Stanfield - Barry – Darrell Britt-Gibson, D'Arcy Carden, Andy Carey, Anthony Carrigan, Rightor Doyle, Glenn Fleschler, Alejandro Furth, Sarah Goldberg, Bill Hader, Kirby Howell-Baptiste, Paula Newsome, John Pirruccello, Stephen Root e Henry Winkler - GLOW – Britt Baron, Shakira Barrera, Alison Brie, Kimmy Gatewood, Betty Gilpin, Rebekka Johnson, Chris Lowell, Sunita Mani, Marc Maron, Kate Nash, Sydelle Noel, Victor Quinaz, Gayle Rankin, Bashir Salahuddin, Kia Stevens, Jackie Tohn, Ellen Wong e Britney Young - The Kominsky Method – Jenna Lyng Adams, Alan Arkin, Sarah Baker, Casey Thomas Brown, Michael Douglas, Ashleigh LaThrop, Emily Osment, Graham Rogers, Susan Sullivan, Melissa Tang e Nancy Travis | |
| Melhor Elenco de Duplos GLOW - Daredevil - Tom Clancy’s Jack Ryan - The Walking Dead - Westworld | |

## Cerimónia

### Apresentadores
Os prémios nas diversas categorias foram apresentados e entregues por:
- Megan Mullally (anfitriã da cerimónia)
- Angela Bassett
- Chadwick Boseman
- Bradley Cooper
- Lady Gaga
- Adam Driver
- Sam Elliott
- Henry Golding
- Ben Hardy
- Ken Jeong
- Gwilym Lee
- Rami Malek
- Joe Mazzello
- John David Washington
- Constance Wu
- Michelle Yeoh
- Awkwafina
- Alec Baldwin
- Matt Bomer
- Laverne Cox
- Richard Madden
- Ricky Martin
- Tracy Morgan
- Chris Pine
- Keri Russell
- Scott Bakula
- Antonio Banderas
- Gabrielle Carteris
- Glenn Close
- Michael Douglas
- Jodie Foster
- Tom Hanks
- Hugh Grant
- Gary Oldman
- Anthony Ramos
- Rachel Weisz
- Robin Wright

### SAGIn Memoriam
A secção "In Memoriam" homenageou alguns nomes da indústria do cinema e televisão que faleceram em 2018:
- James Karen
- Bradford Dillman
- Charlotte Rae
- Dorothy Malone
- John Mahoney
- Olivia Cole
- Susan Anspach
- R. Lee Ermey
- Reg E. Cathey
- Philip Bosco
- Bill Daily
- David Ogden Stiers
- Chuck McCann
- Donald Moffat
- Jerry Maren
- Ricky Jay
- Aretha Franklin
- Ken Berry
- Barbara Harris
- John Gavin
- Nannette Fabray
- Soon-Tek Oh
- Tab Hunter
- Scott Wilson
- Kitty O'Neil
- Verne Troyer
- Mickey Jones
- Bob Einstein
- Sondra Locke
- Harry Anderson
- Margot Kidder
- Carol Channing
- Burt Reynolds
- Penny Marshall